# Ivory Latta
Ivory Rochelle Latta (McConnells, 24 settembre 1984) è un'ex cestista e allenatrice di pallacanestro statunitense, professionista nella WNBA.

## Carriera
È stata selezionata dalle Detroit Shock al primo giro del Draft WNBA 2007 (11ª scelta assoluta).